# Mary Lawlor
Mary Lawlor (Irlanda, 1952) es una defensora de los derechos humanos irlandesa, que en mayo de 2020 fue nombrada relatora especial de las Naciones Unidas sobre la situación de personas defensoras de derechos humanos por un plazo de tres años. Es también fundadora y ex directora ejecutiva de la organización de defensa de derechos humanos Front Line Defenders y ex directora de Amnistía Internacional en Irlanda.

## Trayectoria
Lawlor nació en 1952 en Irlanda, la segunda de siete hermanas, y creció en Kilmacud, un suburbio de Dublín. Se graduó en filosofía y psicología en la University College Dublin y obtuvo un máster en método Montessori y recursos humanos.
Después de unos años como vendedora de enciclopedias y como profesora de guardería, Lawlor centró su carrera profesional en la protección de personas defensoras de derechos humanos. Se unió al equipo de Amnistía Internacional como captadora de fondos después de conocer al activista y político irlandés Seán MacBride. En 1975, comenzó a formar parte de su junta directiva y, en 1988, fue nombrada directora, cargo que desempeñó hasta el año 2000. Al año siguiente, fundó Front Line Defenders, organización que protege a personas que trabajan por los derechos humanos de forma no violenta. Fue directora ejecutiva de la misma entre 2001 y 2016.
Contribuyó a la redacción de las Directrices de la Unión Europea sobre el apoyo a los defensores de los derechos humanos, adoptadas por el Consejo de la Unión Europea en junio de 2004.
En marzo de 2020, Lawlor fue nombrada relatora especial de la ONU sobre la situación de personas defensoras de derechos humanos, para desempeñar su labor durante un plazo de tres años que comenzó el 1 de mayo de 2020, sucediendo en el cargo al activista Michel Forst. También forma parte de la junta del Consejo irlandés para las Libertades Civiles (organización irlandesa sin ánimo de lucro dedicada a apoyar las libertades civiles y los derechos humanos de las personas en Irlanda), del Centre for Ethics in Public Life de la University College Dublin y del Fondo Noruego para los Derechos Humanos.

## Reconocimientos
En 2014, recibió la Legión de Honor por su contribución a los Derechos Humanos. Dos años después, en 2016, Lawlor obtuvo el "Premio Franco-Alemán de Derechos Humanos y Estado de Derecho".